# Route nationale 820
Pour les articles homonymes, voir Route 820.
La route nationale 820 ou RN 820 est une ancienne route nationale française reliant Bellême (Orne) à Courville-sur-Eure (Eure-et-Loir). À la suite de la réforme de 1972, elle est déclassée en RD 920.

## Historique
L'itinéraire « Courville-La Loupe », partie eurélienne du tracé actuel, est classé dans le réseau des routes nationales par le décret du 22 janvier 1931,.
Concernant le département d'Eure-et-Loir, le transfert du réseau national au conseil général, sur toute la longueur (environ 51 km), est acté par un arrêté interministériel publié au journal officiel le 17 décembre 1972.

## Tracé, départements et communes traversés

### Orne
- Bellême
- Colonard-Corubert
- Rémalard
- Moutiers-au-Perche, où elle rejoint l'ancienne RN 818 reliant Margon à L'Aigle, déclassée en RD 918
- La Madeleine-Bouvet
- Le Pas-Saint-l'Homer

### Eure-et-Loir
- Meaucé
- Vaupillon
- Meaucé

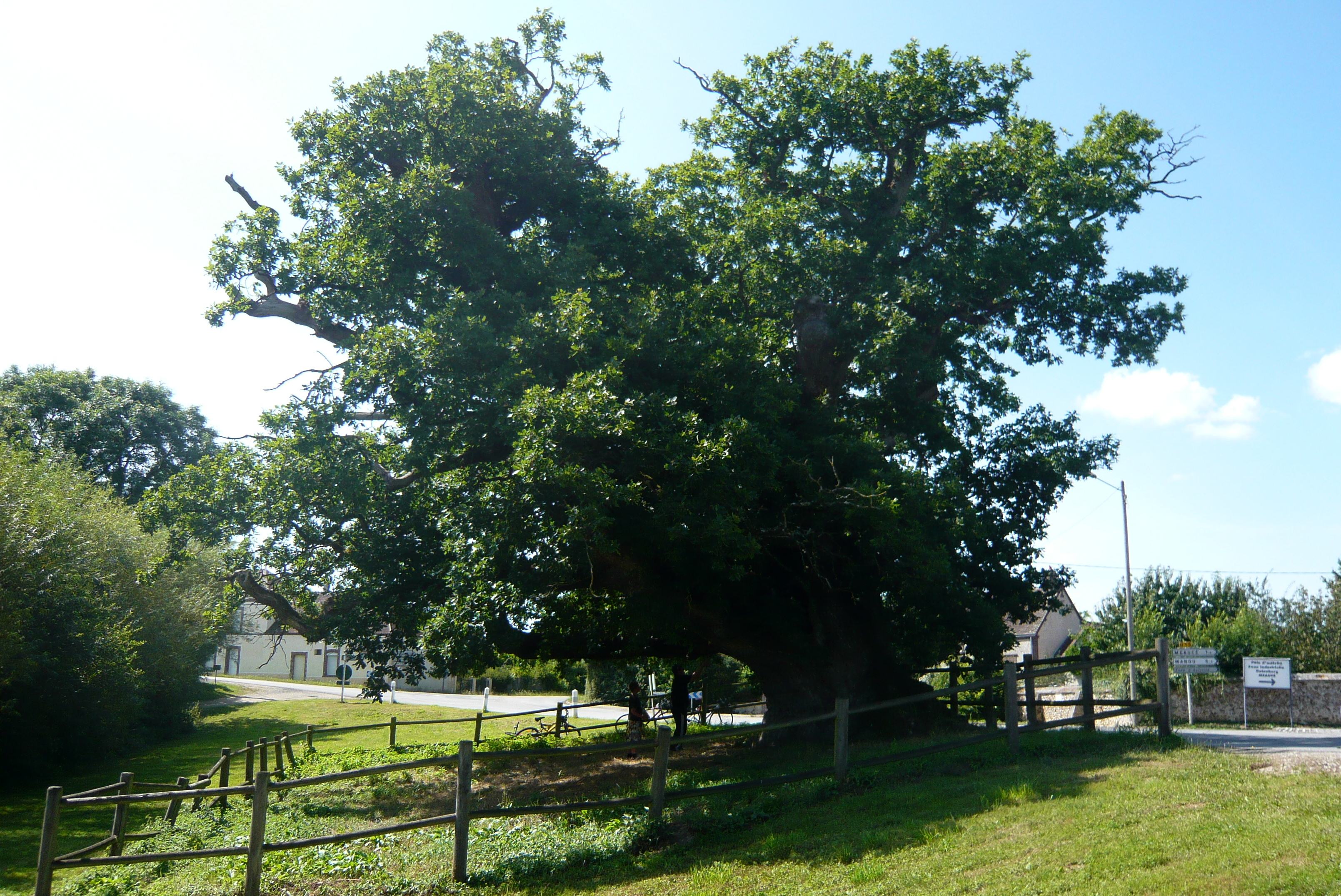
Le Gros Chêne de Meaucé en 2014, le plus vieil arbre d'Eure-et-Loir.

- La Loupe, où elle croise l' ancienne route nationale 828, aujourd'hui D928 et l'ancienne route nationale 841, aujourd'hui D941
- Saint-Maurice-Saint-Germain
- Le Favril
- Pontgouin
- Landelles
- Courville-sur-Eure, où elle rejoint l'ancienne route nationale 23, aujourd'hui D923